# Hrabstwo Hancock (Wirginia Zachodnia)
Hrabstwo Hancock (ang. Hancock County) – hrabstwo w stanie Wirginia Zachodnia w Stanach Zjednoczonych. Obszar całkowity hrabstwa obejmuje powierzchnię 88,35 mil² (228,83 km²). Według szacunków United States Census Bureau w roku 2010 miało 30 676 mieszkańców.
Hrabstwo powstało w 1848 roku. 

## Miasta
- Weirton
- New Cumberland
- Chester[4]

## CDP
- Newell

| Populacja hrabstwa w poprzednich latach | Populacja hrabstwa w poprzednich latach |
| Rok                                     | Liczba ludności                         |
| --------------------------------------- | --------------------------------------- |
| 1980                                    | 40 809                                  |
| 1990                                    | 35 233                                  |
| 2000                                    | 32 667                                  |
| 2010                                    | 30 676                                  |